# Saison 1953-1954 de l'AS Saint-Étienne
Chronologie
Saison précédente Saison suivante
Cette page présente la saison 1953-1954 de l'AS Saint-Étienne. Le club évolue en Division 1, en Coupe de France et en Coupe Drago.

## Résumé de la saison
- L’ASSE aura vécu une  saison plutôt rectiligne dans le haut de tableau avec finalement une 5e place. Malgré un départ poussif, une défaite et un nul pour commencer, les Verts ont enchaîné avec 6 victoires d’affilée. Les matchs allers seront d’ailleurs un peu mieux gérés que les retours avec 10 victoires à aller et seulement 6 au retour. Néanmoins, il s’agit d’un bon championnat en Division 1.

- Au niveau effectifs, il y a principalement le départ de René Alpsteg et celui de Kees Rijvers. Côté arrivées, outre des joueurs formés au club, mais qui ont finalement assez peu joué, il y a l’arrivée de l’attaquant Jacques Foix et du milieu René Vernier qui sera un peu plus tard entraîneur du club.

- 2 Coupes au programme cette saison. En Coupe de France, encore une élimination au premier tour et, du coup, les Verts jouent pour la première fois la Coupe Drago. Malheureusement, là aussi, un petit tour et puis s’en vont ..

## Équipe professionnelle

### Transferts
Sont considérés comme arrivées, des joueurs n’ayant pas joué avec l’équipe 1 la saison précédente.
| Nom                  | Nationalité | Poste     | Transfert | Provenance/Destination | Division      |
| -------------------- | ----------- | --------- | --------- | ---------------------- | ------------- |
| Arrivées             |             |           |           |                        |               |
| Bruno Adamiak        |             | Gardien   | -         | -                      | Formé au club |
| Gérard Cayrouze      |             | Gardien   | -         | -                      | -             |
| Paul-Jean Blieck     |             | Milieu    | -         | -                      | Formé au club |
| Maurice Deberry      |             | Milieu    | -         | -                      | Formé au club |
| Assassi Fellahi      |             | Milieu    | -         | -                      | Formé au club |
| Michel Tylinski      |             | Milieu    | -         | -                      | Formé au club |
| René Vernier         |             | Milieu    | Transfert | Stade français         | Division 1    |
| Antonio Goglia       |             | Milieu    | Transfert | SCO Angers             | Division 2    |
| Per-Allex Jensen     |             | Attaquant | Transfert | FC Copenhague          | Division 1    |
| Jacques Foix         |             | Attaquant | Transfert | RC Paris               | Division 2    |
| Départs              |             |           |           |                        |               |
| Michel Jacquin       |             | Gardien   | Transfert | FC Grenoble            | Division 2    |
| Jacques Ferrière     |             | Gardien   | Transfert | FC Perpignan           | Division 2    |
| Jacques Schramm      |             | Défenseur | -         | -                      | -             |
| Louis Vernay         |             | Milieu    | -         | -                      | -             |
| Romuald Castellani   |             | Milieu    | -         | -                      | -             |
| Jacques Rouillon     |             | Attaquant | -         | -                      | -             |
| Alfredo Spadavecchia |             | Attaquant | -         | -                      | -             |
| René Alpsteg         |             | Attaquant | Transfert | RCFC Besançon          | Division 2    |
| Hyacinthe Fava       |             | Attaquant | -         | -                      | -             |
| Vicente Nola         |             | Attaquant | -         | -                      | -             |
| Kees Rijvers         |             | Attaquant | Transfert | Stade français         | Division 1    |

### Championnat

#### Matchs allers
| Date       | N o | Adversaire               | Lieu | Résultat | Buteurs pour Saint-Étienne                            | Points | Classement |
| ---------- | --- | ------------------------ | ---- | -------- | ----------------------------------------------------- | ------ | ---------- |
| 23/08/1953 | J01 | Le Havre AC              | Ext. | 2 - 0    | -                                                     | 0      | 17         |
| 30/08/1953 | J02 | AS Monaco FC             | Dom. | 1 - 1    | Ferry 65e                                             | 1      | 15         |
| 06/09/1953 | J03 | RC Lens                  | Dom. | 5 - 2    | Nyers 9e 90e (pen.), Vernier 15e, Foix 18e, Ferry 76e | 3      | 9          |
| 10/09/1953 | J04 | FC Sète                  | Ext. | 1 - 2    | Vernier 46e, Nyers 62e                                | 5      | 7          |
| 13/09/1953 | J05 | RC Strasbourg            | Dom. | 1 - 0    | Nyers 74e                                             | 7      | 5          |
| 27/09/1953 | J06 | FC Sochaux               | Ext. | 1 - 2    | Ferry 76e, Collados 84e                               | 9      | 3          |
| 08/10/1953 | J07 | FC Metz                  | Dom. | 3 - 2    | Foix 18e, Ferry 26e, Nyers 51e                        | 11     | 3          |
| 11/10/1953 | J08 | CO Roubaix-Tourcoing     | Ext. | 0 - 1    | Goglia 44e                                            | 13     | 3          |
| 25/10/1953 | J09 | Lille OSC                | Ext. | 1 - 0    | -                                                     | 13     | 6          |
| 01/11/1953 | J10 | Toulouse FC              | Dom. | 1 - 1    | De Cecco 24e                                          | 14     | 5          |
| 08/11/1953 | J11 | Stade français FC        | Dom. | 2 - 1    | Collados 35e, Domingo 44e                             | 16     | 5          |
| 15/11/1953 | J12 | OGC Nice                 | Ext. | 5 -2     | Nyers 57e 74e                                         | 16     | 6          |
| 22/11/1953 | J13 | Stade de Reims           | Ext. | 0 - 1    | Goglia 8e                                             | 18     | 6          |
| 29/11/1953 | J14 | FC Girondins de Bordeaux | Dom. | 2 - 0    | De Cecco 3e, Collados 76e                             | 20     | 3          |
| 06/12/1953 | J15 | Olympique de Marseille   | Dom. | 0 - 0    | -                                                     | 21     | 4          |
| 13/12/1953 | J16 | FC Nancy                 | Dom. | 3 - 1    | Ferry 24e 48e 58e (pen.)                              | 23     | 3          |
| 20/12/1953 | J17 | Nîmes Olympique          | Ext. | 1 - 0    | -                                                     | 23     | 5          |

#### Matchs retours
| Date       | N o | Adversaire               | Lieu | Résultat | Buteurs pour Saint-Étienne                                   | Points | Classement |
| ---------- | --- | ------------------------ | ---- | -------- | ------------------------------------------------------------ | ------ | ---------- |
| 27/12/1953 | J18 | RC Strasbourg            | Ext. | 2 - 1    | Foix 88e                                                     | 23     | 5          |
| 03/01/1954 | J19 | Le Havre AC              | Dom. | 0 - 1    | -                                                            | 23     | 6          |
| 10/01/1954 | J20 | AS Monaco FC             | Ext. | 1 - 1    | Grattarola 23e                                               | 24     | 5          |
| 24/01/1954 | J21 | RC Lens                  | Ext. | 2 - 0    | -                                                            | 24     | 6          |
| 31/01/1954 | J22 | CO Roubaix-Tourcoing     | Dom. | 2 - 1    | Nyers 19e, Foix 69e                                          | 26     | 5          |
| 07/02/1954 | J23 | FC Sochaux               | Dom. | 2 - 4    | Foix 57e, Vernier 67e                                        | 26     | 6          |
| 21/02/1954 | J24 | FC Metz                  | Ext. | 5 - 1    | Vernier 26e                                                  | 26     | 7          |
| 28/02/1954 | J25 | FC Sète                  | Dom. | 6 - 3    | Foix 7e 61e, Domingo 20e, Ibanez 44e, Vernier 46e, Nyers 83e | 28     | 6          |
| 11/03/1954 | J26 | OGC Nice                 | Dom. | 2 - 1    | Jensen 12e, Collados 14e                                     | 30     | 5          |
| 14/03/1954 | J27 | Lille OSC                | Dom. | 0 - 0    | -                                                            | 31     | 5          |
| 21/03/1954 | J28 | Toulouse FC              | Ext. | 1 - 1    | Ibanez 3e                                                    | 32     | 5          |
| 04/04/1954 | J29 | Stade français FC        | Ext. | 1 - 2    | Foix 7e 82e                                                  | 34     | 5          |
| 15/04/1954 | J30 | Olympique de Marseille   | Ext. | 3 - 1    | Foix 17e                                                     | 34     | 5          |
| 18/04/1954 | J31 | Stade de Reims           | Dom. | 0 - 1    | -                                                            | 34     | 5          |
| 02/05/1954 | J32 | FC Girondins de Bordeaux | Ext. | 1 - 0    | -                                                            | 34     | 5          |
| 09/05/1954 | J33 | FC Nancy                 | Ext. | 0 - 1    | Domingo 16e                                                  | 36     | 5          |
| 16/05/1954 | J34 | Nîmes Olympique          | Dom. | 2 - 1    | Domingo 2e, Jelonek 29e (csc)                                | 38     | 5          |

### Classement final
| Rang | Équipe                   | Pts | J  | G  | N  | P  | Bp | Bc | GA    |
| ---- | ------------------------ | --- | -- | -- | -- | -- | -- | -- | ----- |
| 1    | Lille OSC                | 47  | 34 | 17 | 13 | 4  | 49 | 22 | 2,227 |
| 2    | Stade de Reims T         | 46  | 34 | 18 | 10 | 6  | 62 | 36 | 1,722 |
| 3    | FC Girondins de Bordeaux | 46  | 34 | 20 | 6  | 8  | 69 | 44 | 1,568 |
| 4    | Toulouse FC P            | 44  | 34 | 15 | 14 | 5  | 55 | 39 | 1,41  |
| 5    | AS Saint-Étienne         | 38  | 34 | 16 | 6  | 12 | 48 | 47 | 1,021 |
| 6    | RC Strasbourg P          | 36  | 34 | 15 | 6  | 13 | 60 | 61 | 0,984 |
| 7    | RC Lens                  | 35  | 34 | 13 | 9  | 12 | 58 | 56 | 1,036 |
| 8    | OGC Nice C               | 34  | 34 | 12 | 10 | 12 | 73 | 59 | 1,237 |
| 9    | Nîmes Olympique          | 33  | 34 | 14 | 5  | 15 | 49 | 46 | 1,065 |
| 10   | AS Monaco FC P           | 31  | 34 | 11 | 9  | 14 | 44 | 48 | 0,917 |
| 11   | FC Sochaux               | 30  | 34 | 9  | 12 | 13 | 55 | 57 | 0,965 |
| 12   | FC Nancy                 | 30  | 34 | 12 | 6  | 16 | 50 | 65 | 0,769 |
| 13   | FC Metz                  | 30  | 34 | 10 | 10 | 14 | 45 | 59 | 0,763 |
| 14   | Olympique de Marseille   | 29  | 34 | 10 | 9  | 15 | 49 | 56 | 0,875 |
| 15   | CO Roubaix-Tourcoing     | 28  | 34 | 11 | 6  | 17 | 47 | 65 | 0,723 |
| 16   | Stade français FC        | 27  | 34 | 8  | 11 | 15 | 44 | 49 | 0,898 |
| 17   | Le Havre AC              | 26  | 34 | 10 | 6  | 18 | 54 | 69 | 0,783 |
| 18   | FC Sète                  | 22  | 34 | 6  | 10 | 18 | 38 | 71 | 0,535 |

Victoire à 2 points
Résultat
Relégation
- 16e : barrage de relégation en Division 2
- 17e et 18e : relégation en Division 2

Abréviations
T : Tenant du titre

C : Vainqueur de la Coupe de France 1953-54

P : Promus de Division 2
- En cas d'égalité entre plusieurs clubs, le premier critère de départage est la moyenne de buts.
- L'Olympique lyonnais et l'AS Troyes-Savinienne accèdent directement à la première division, suivis du RC Paris, qui bat le Stade français FC en matchs de barrages d'accession (2-1 et 2-2).

### Coupe de France

#### Tableau récapitulatif des matchs
| Date       | N o              | Adversaire | Lieu                   | Résultat | Buteurs pour Saint-Étienne | Suite    |
| ---------- | ---------------- | ---------- | ---------------------- | -------- | -------------------------- | -------- |
| 17/01/1954 | 32èmes de finale | Lyon       | Stade de Gerland, Lyon | 0 - 3    | -                          | Éliminés |

### Coupe Drago

#### Tableau récapitulatif des matchs
| Date       | N o      | Adversaire | Lieu                        | Résultat | Buteurs pour Saint-Étienne | Suite    |
| ---------- | -------- | ---------- | --------------------------- | -------- | -------------------------- | -------- |
| 24/02/1954 | 1er tour | RC Paris   | Stade Yves-du-Manoir, Paris | 4 - 1    | Nyers 36e (pen.)           | Éliminés |

### Statistiques

#### Buteurs
| Place | Nom                | Division 1 | Coupe de France | Coupe Drago | TOTAL des BUTS |
| 1     | Ferenc Nyers       | 9 buts     | -               | 1 but       | 10 buts        |
| 1     | Jacques Foix       | 10 buts    | -               | -           | 10 buts        |
| 3     | Koczur Ferry       | 7 buts     | -               | -           | 7 buts         |
| 4     | René Vernier       | 5 buts     | -               | -           | 5 buts         |
| 5     | René Domingo       | 4 buts     | -               | -           | 4 buts         |
| 5     | Dominique Collados | 4 buts     | -               | -           | 4 buts         |
| 7     | Jean De Cecco      | 2 buts     | -               | -           | 2 buts         |
| 7     | Antonio Goglia     | 2 buts     | -               | -           | 2 buts         |
| 7     | Joseph Ibanez      | 2 buts     | -               | -           | 2 buts         |
| 10    | Jacques Grattarola | 1 but      | -               | -           | 1 but          |
| 10    | Per-Allex Jensen   | 1 but      | -               | -           | 1 but          |
| #     | contre son camp    | 1 but      | -               | -           | 1 but          |
| Total | 11 buteurs         | 48 buts    | -               | 1 but       | 49 buts        |

Date de mise à jour : le 20 octobre 2014.

#### Affluences
Affluence de l'AS Saint-Étienne à domicile

### Équipe de France
Un seul Stéphanois aura les honneurs de l'Équipe de France cette année en la personne de Jacques Foix avec une sélection. Claude Abbes sera sélectionné dans le groupe de l’Équipe de France pour la Coupe du monde 1954, mais il ne jouera aucun match.
| Joueurs      | Position  | Date       | Lieu  | Adversaire | Score | Temps de jeu | Buts |
| Jacques Foix | Attaquant | 17.12.1953 | Paris | Luxembourg | 8 - 0 | 90           | 57e  |